# ダーウォード・ノウルズ
ダーウォード・ノウルズ（Durward Knowles、1917年11月2日 - 2018年2月23日）はバハマの男子セーリング選手。
1948年にイギリス代表としてロンドンオリンピックにオリンピック初出場を果たした。種目は2人乗りスター級にスローン・フラナガンとともに出場したが、4位に終わりメダル獲得はならなかった。1952年ヘルシンキオリンピックからはスローン・フラナガンとともにバハマ代表として出場し5位、1956年メルボルンオリンピックでは銅メダルを獲得した。
1960年ローマオリンピックではメダルを獲得できなかったが、セシル・クックと組んだ1964年東京オリンピックでは金メダルを獲得した。
さらに以降も1968年メキシコシティーオリンピック、1972年ミュンヘンオリンピックに出場、以降代表から遠ざかっていたが、1988年ソウルオリンピックに出場している。このときの年齢は70歳であった。セーリング選手の中でオリンピック8回出場は、歴代2位タイである。2016年にハンガリーの水球選手、サンドル・タリクス（1936年ベルリンオリンピック金メダリスト）が死去した後は、最も長命な五輪金メダリストであった。
1996年にナイトに叙任、1997年にはバハマメリット勲章を授与された。2004年には同国の哨戒艇に彼の名が冠された。
2018年2月23日、腎不全および合併症により死去。100歳没。